# Gnaeus Iulius Rufus
Gnaeus Iulius Rufus (vollständige Namensform Gnaeus Iulius Luci filius Fabia Rufus) war ein im 1. und 2. Jahrhundert n. Chr. lebender Angehöriger der römischen Armee.
Durch eine Inschrift, die in Berytus gefunden wurde, ist seine militärische Laufbahn bekannt. Rufus diente als Centurio in den folgenden Legionen (in dieser Reihenfolge): in der Legio II Adiutrix, in der Legio V Macedonica, in der Legio XIII Gemina, in der Legio XI Claudia pia fidelis und zuletzt in der Legio VI Ferrata. Danach erreichte er in der Legio I Italica den Rang eines Primus Pilus.
Darüber hinaus geht aus der Inschrift hervor, dass Rufus in zwei Kriegen militärische Auszeichnungen erhielt. In einem Krieg gegen Germanen und Sarmaten (bello Germanico et Sarmatico) erhielt er Torques, Armillae, Phalerae und eine Corona vallaris. Im Partherkrieg (bello Parthico) Trajans wurde er vom Kaiser ebenfalls mit Torques, Armillae, Phalerae und einer Corona vallaris ausgezeichnet; darüber hinaus wurde er mit der Teilnahme an einer albata decursio geehrt.
Rufus war in der Tribus Fabia eingeschrieben. Die Inschrift wurde durch Iulius Candidus, einen Centurio der Legio V Macedonica, für seinen Onkel und Schwiegervater errichtet. Durch eine weitere Inschrift ist belegt, dass Rufus im Alter von 84 Jahren starb (vixit annis LXXXIV).